# Cottrell's Cove
Cottrell's Cove est un district de services locaux située sur l'Île de Terre-Neuve, dans la province de Terre-Neuve-et-Labrador, au Canada.

## Municipalités limitrophes